# 69号科罗拉多州州道

69号科罗拉多州州道（英語：Colorado State Highway 69，SH-69）是美国科罗拉多州南部的一条南北走向的州级公路，全长82.664英里（133.035），北起弗里蒙特縣的德克薩斯克里克接50号美国国道（US-50），南至韋爾法諾縣县治沃尔森堡接25號州際公路（I-25）。